# Lukomka (vattendrag i Belarus, lat 55,06, long 29,01)
Lukomka (ryska: Лукомка) är ett vattendrag i Belarus.   Det ligger i voblasten Vitsebsks voblast, i den norra delen av landet, 160 km nordost om huvudstaden Minsk. Lukomka ligger vid sjön Ozero Rogovskoje.
Omgivningarna runt Lukomka är en mosaik av jordbruksmark och naturlig växtlighet. Runt Lukomka är det ganska glesbefolkat, med 22 invånare per kvadratkilometer.